# Université de Cantabrie
L'université de Cantabrie (en espagnol : Universidad de Cantabria) est une université publique espagnole située dans la communauté autonome de Cantabrie. Elle fait partie du Réseau de Santander et du Groupe de Compostelle.
Ses 12 000 étudiants se répartissent sur ses deux campus, situés à Santander sur le campus de Los Castros et à Torrelavega.

## Histoire
L'université est créée le 18 aout 1972 par décret sous le nom d`Universidad de Santander. Treize années plus tard, elle est renommée Universidad de Cantabria.

## Études dispensées
- Sciences
- Arts et Humanités
- Santé
- Droit et sciences sociales
- Ingénierie et architecture

## Personnalités liées à l'université

### Professeurs
- Cristóbal Montoro, ministre espagnol des Finances de 2000 à 2004 ;
- Miguel Ángel Revilla Roiz, président du gouvernement de Cantabrie à partir de 2003 ;
- Pedro Casares, député espagnol à partir de 2019.

### Étudiants
- Íñigo de la Serna, maire de Santander
- Eduardo Noriega, acteur

## Galerie

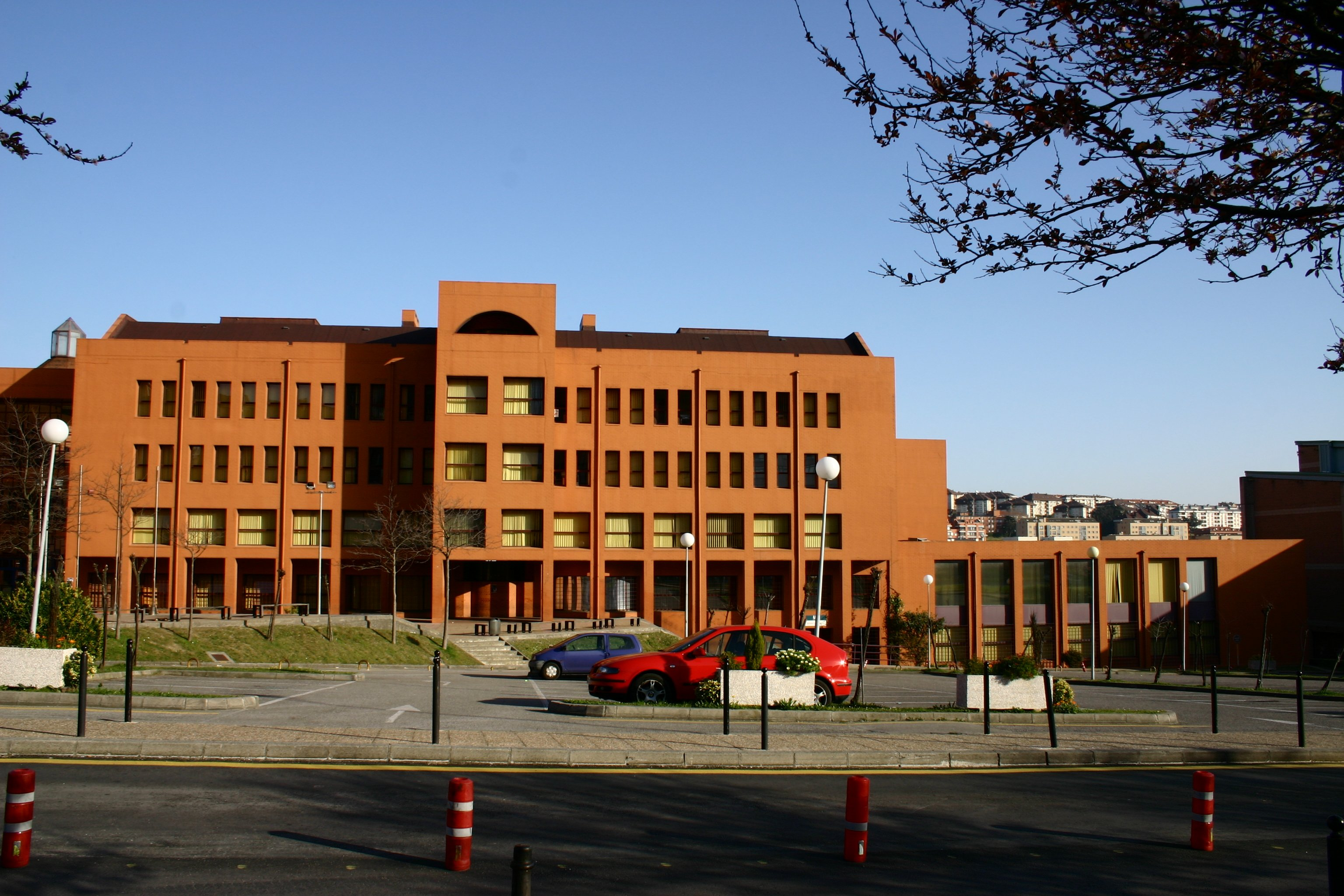
Faculté des sciences humaines et école de formation des enseignants.
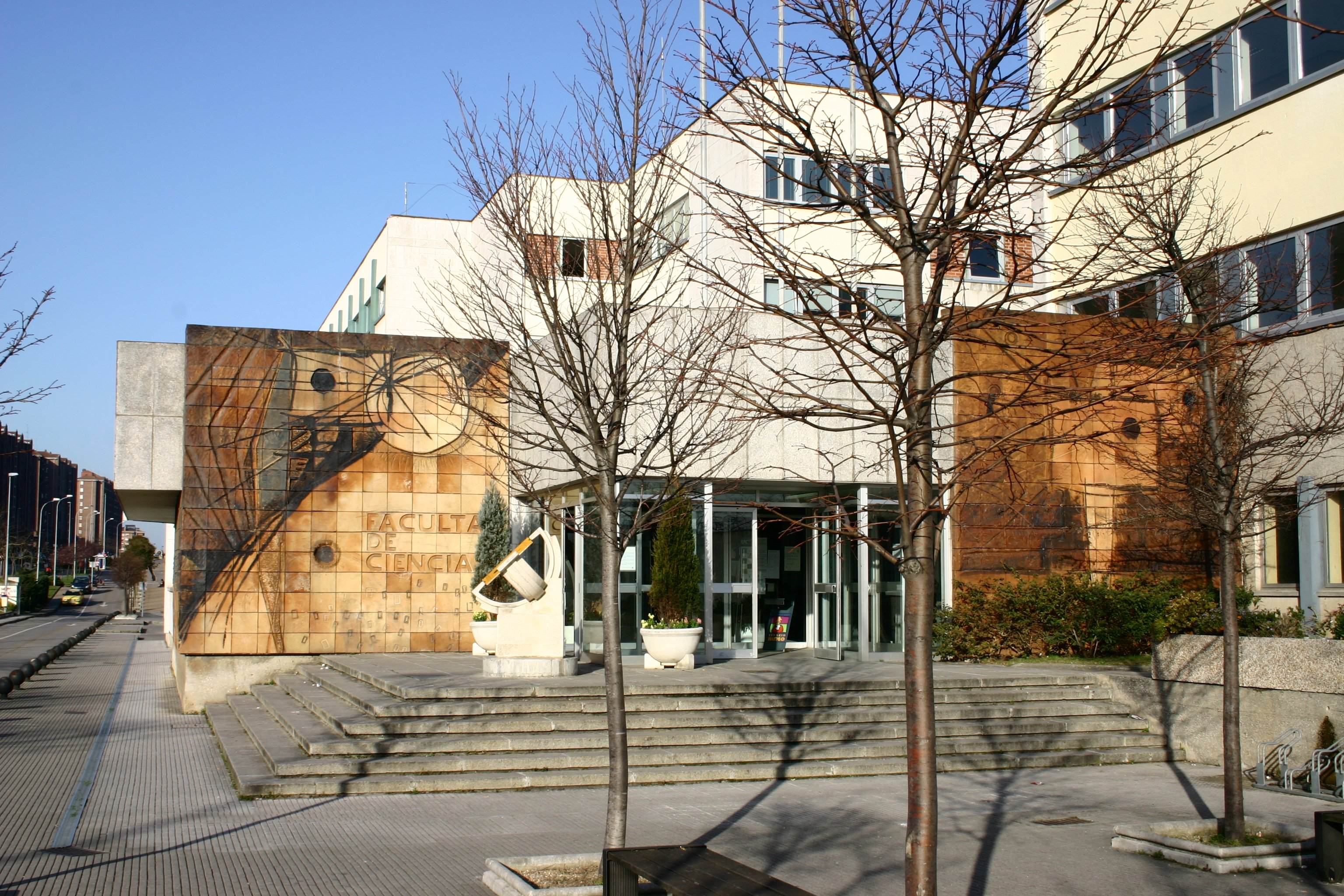
Faculté des sciences.
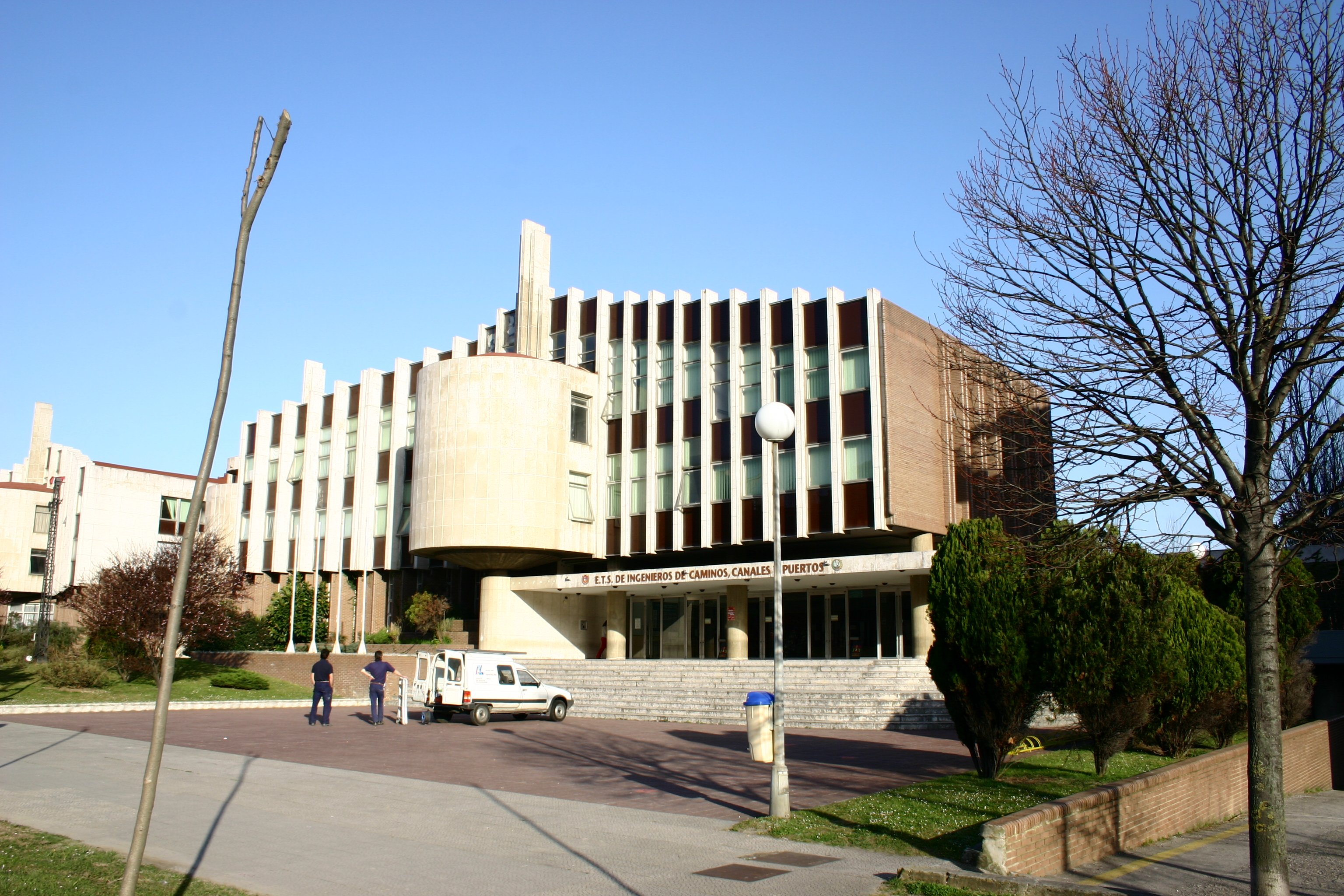
École des Ponts et Chaussées (Caminos, Canales y Puertos).
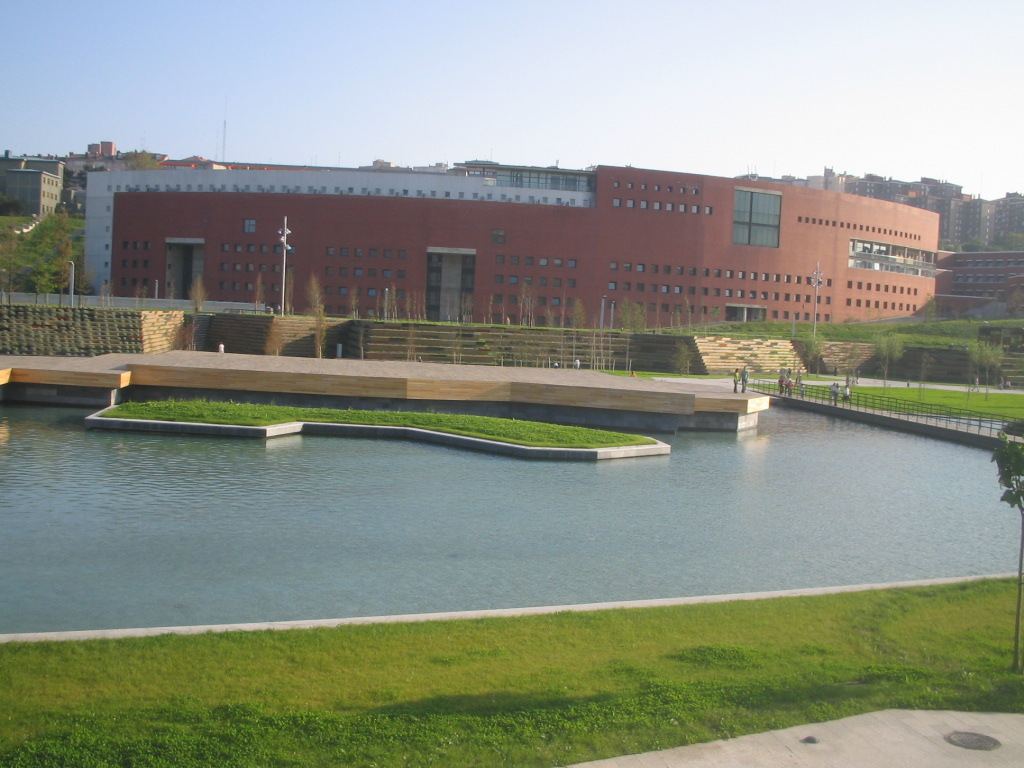
École technique supérieure des ingénieurs industriels et des télécommunications.
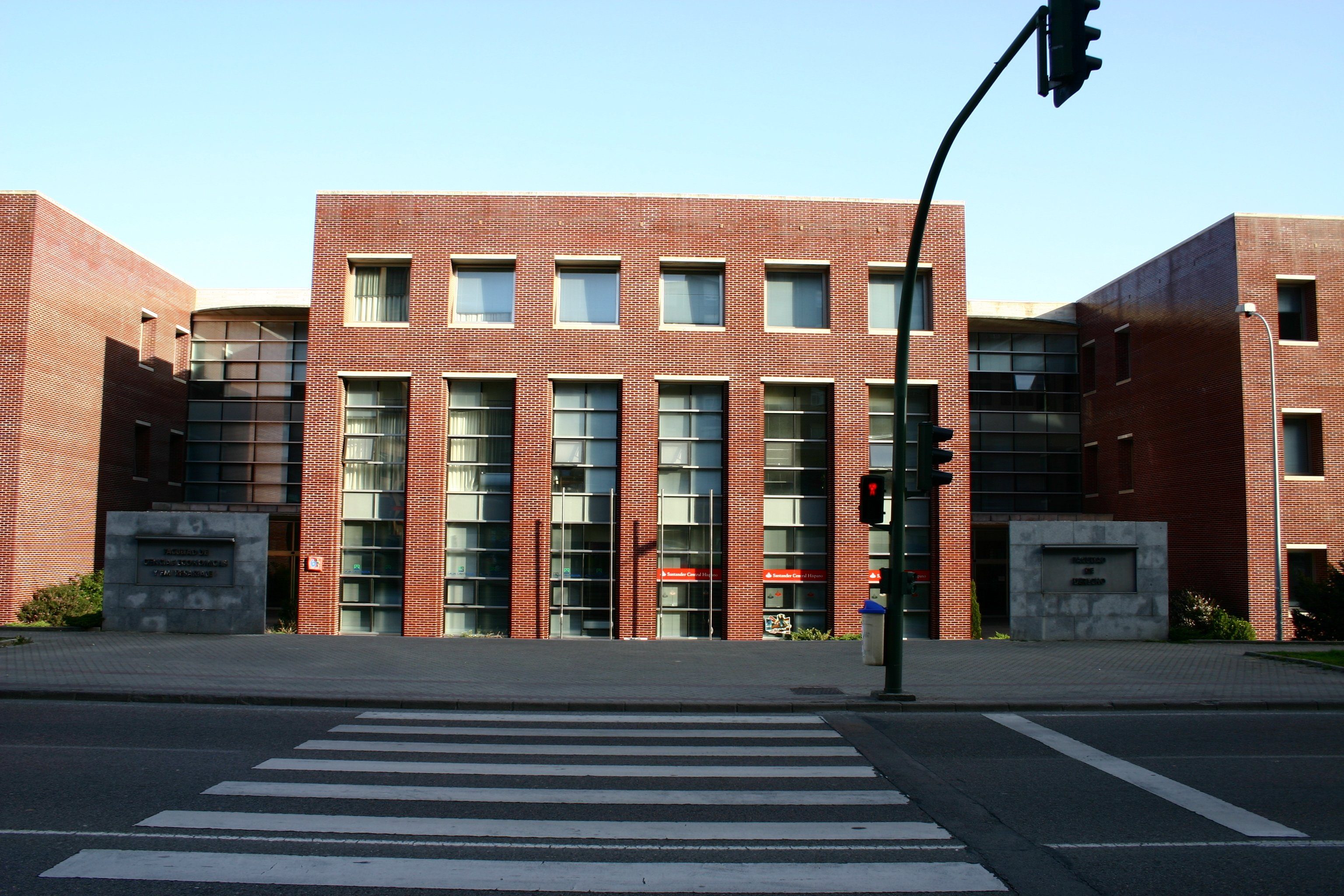
Faculté de droit et des sciences économiques.
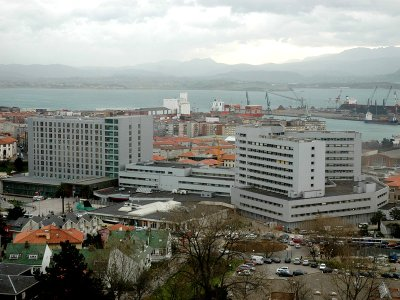
Hôpital universitaire Marqués de Valdecilla.